# CFU Club Championship 2003
Navigation
Édition précédente Édition suivante
La CFU Club Championship 2003 est la 6e édition de la CFU Club Championship. Elle met aux prises les champions des différentes nations affiliées à CFU.

## Participants
Un total de 18 équipes provenant de 9 nations. Elles appartenaient aux zones Caraïbes de la CONCACAF.
Le tableau des clubs qualifiés était le suivant :
| Nation                     | Club                   | Raison de qualification                                          |
| Antilles néerlandaises     | CSD Barber             | Champion des Antilles néerlandaises 2002 et 2003                 |
| Antilles néerlandaises     | SUBT                   | Vice-champion des Antilles néerlandaises 2002                    |
| Antilles néerlandaises     | CRKSV Jong Colombia    | Vice-champion des Antilles néerlandaises 2003                    |
| Trinité-et-Tobago          | San Juan Jabloteh      | Champion de Trinité-et-Tobago 2002                               |
| Trinité-et-Tobago          | W Connection           | Vice-champion de Trinité-et-Tobago 2002                          |
| Jamaïque                   | Arnett Gardens         | Champion de Jamaïque 2002-2003                                   |
| Jamaïque                   | Portmore United        | Finaliste du Championnat de Jamaïque 2002-2003                   |
| Suriname                   | FCS Nacional           | Champion du Suriname 2002-2003                                   |
| Suriname                   | SV Robinhood           | Vice-champion du Suriname 2002-2003                              |
| Saint-Christophe-et-Niévès | Village Superstars     | Champion de Saint-Christophe-et-Niévès 2002-2003                 |
| Saint-Christophe-et-Niévès | Newtown United         | Finaliste du Championnat de Saint-Christophe-et-Niévès 2002-2003 |
| Grenade                    | Queens Park Rangers    | Champion de Grenade 2002.                                        |
| Grenade                    | Fontenoy United        | Second du Championnat de Grenade 2002.                           |
| Barbade                    | Paradise Football Club | Champion de la Barbade 2003                                      |
| Barbade                    | Barbados Defence Force | Finaliste du Championnat de la Barbade 2003                      |
| Dominique                  | Harlem United          | Champion de Dominique 2002-2003.                                 |
| Dominique                  | Pointe Michel SC       | Second du Championnat de Dominique 2002-2003.                    |
| Îles Turques-et-Caïques    | Caribbean All Stars    | Champion des îles Turques-et-Caïques 2002-2003.                  |

## Compétition

### Phase de qualification

#### Premier tour
Le SUBT, le SV Robinhood, le Fontenoy United et le Newtown United ont déclaré forfait avant la première confrontation.
| Équipe 1                  | Résultat | Équipe 2       | Aller | Retour |
| ------------------------- | -------- | -------------- | ----- | ------ |
| Sport Unie Brion-Trappers | -        | SV Robinhood   | -     | -      |
| Fontenoy United           | -        | Newtown United | -     | -      |

#### Deuxième tour
Paradise Football Club, Village Superstars, Caribbean All Stars, Pointe Michel SC, Barbados Defence Force, Harlem United et Queens Park Rangers ont déclaré forfait avant la première confrontation, la CONCACAF a alors déclaré vainqueur leur adversaire.
| Équipe 1                            | Résultat | Équipe 2               | Aller | Retour |
| ----------------------------------- | -------- | ---------------------- | ----- | ------ |
| SUBT ou SV Robinhood /              | -        | Paradise Football Club | -     | -      |
| Fontenoy United ou Newtown United / | -        | San Juan Jabloteh      | -     | -      |
| Arnett Gardens                      | -        | Village Superstars     | -     | -      |
| Caribbean All Stars                 | -        | CRKSV Jong Colombia    | -     | -      |
| Pointe Michel SC                    | -        | Portmore United        | -     | -      |
| CSD Barber                          | -        | Barbados Defence Force | -     | -      |
| W Connection FC                     | -        | Harlem United          | -     | -      |
| Queens Park Rangers                 | -        | FCS Nacional           | -     | -      |

#### Troisième tour
| Date          | Pays | Club                | Aller | Retour | Club            | Pays | Commentaire |
| Date inconnue |      | CRKSV Jong Colombia | 1-5   | 0-8    | Arnett Gardens  |      |             |
| Date inconnue |      | Portmore United     | 1-0   | 2-1    | CSD Barber      |      |             |
| Date inconnue |      | FCS Nacional        | 0-3   | 2-0    | W Connection FC |      |             |

### Phase Finale

#### Demi-finale
| Date          | Pays | Club              | Aller | Retour | Club            | Pays | Commentaire |
| Date inconnue |      | San Juan Jabloteh | 3-1   | 3-1    | Arnett Gardens  |      |             |
| Date inconnue |      | Portmore United   | 0-0   | 0-1    | W Connection FC |      |             |

#### Finale
| Date             | Pays | Club            | Aller | Retour | Club              | Pays | Commentaire       |
| 17 / 23 décembre |      | W Connection FC | 1-2   | 2-1    | San Juan Jabloteh |      | Tirs au but : 2-4 |

| Champion de la CFU 2003         |
| ------------------------------- |
| Drapeau de Trinité-et-Tobago    |
| San Juan Jabloteh Premier titre |

San Juan Jabloteh se qualifie pour la Coupe des champions de la CONCACAF 2004.